# Sedona
Sedona es una ciudad ubicada en los condados de Yavapai y Coconino en la región norte del valle Verde en el estado estadounidense de Arizona. En el censo de 2010 tenía una población de 10 031 habitantes y una densidad poblacional de 201,93 personas por km². 
La atracción principal de Sedona son sus formaciones de arena roja, las cuales brillan con intensidad con la salida y la puesta del sol con un fuerte color anaranjado brillante. Las rocas rojas atraen a turistas llamados a participar en diversas actividades, desde senderismo o ciclismo de montaña a búsquedas espirituales.

## Geografía
Sedona se encuentra ubicada en las coordenadas 34°51′26″N 111°47′42″O / 34.85722, -111.79500,  Según la Oficina del Censo de los Estados Unidos, Sedona tiene una superficie total de 49,68 km², de la cual 49,57 km² corresponden a tierra firme y (0,22%) 0,11 km² es agua.. Las famosas rocas rojas de Sedona están formadas por una capa de roca conocida como la formación Schnebly Hill, que consiste de una gruesa capa de color rojo anaranjado con textura de arenisca que solo se encuentran en áreas cercanas a Sedona.

### Clima
Sedona tiene un clima templado semiárido, en enero la temperatura máxima promedio es de 14 °C (57 °F) y con un mínimo de -1 °C (31 °F). En julio la temperatura máxima alcanza los 34 °C (97 °F) y con mínimas de 17 °C (64 °F), La precipitación anual es de poco más de 480mm.

### Demografía
Según el censo de 2010, había 10.031 personas residiendo en Sedona. La densidad de población era de 201,93 hab./km². De los 10.031 habitantes, Sedona estaba compuesto por el 90.08% blancos, el 0,49% eran afroamericanos, el 0,61% eran amerindios, el 1,85% eran asiáticos, el 0,14% eran isleños del Pacífico, el 5,17% eran de otras razas y el 1,65% pertenecían a dos o más razas. Del total de la población el 14,34% eran hispanos o latinos de cualquier raza.

## Historia

### Nativos Americanos
La primera presencia humana documentada en el área de Sedona data del año 11.500 a.c. en la zona cercana a Valle Verde. No fue hasta 1995 cuando una punta de proyectil encontrada en Honanki reveló la presencia de paleo-indios, que eran cazadores de caza mayor. Eran cazadores recolectores y tenían mayor presencia en las zonas del suroeste debido a la diversidad ecológica y gran cantidad de recursos naturales.
Alrededor del año 650 a. C. el pueblo de Sinagua entraron en el Valle Verde, su cultura era conocida por la alfarería y la cestería. Los Sinagua abandonaron el Valle Verde cerca del 1400 a. C. , los investigadores creen que estos clanes se trasladaron a las mesetas de Hopi en Arizona y los Zuni y otros pueblos emigraron a Nuevo México. 
Los Yavapi vinieron del oeste cuando los Sinagua todavía habitaban el Valle Verde, eran cazadores recolectores y nómadas. Algunos arqueólogos sitúan la llegada de los Apaches en el año 1400 a. C.
Ambas tribus fueron sacadas a la fuerza del Valle Verde en 1876 para enviarlas a la reserva india de San Carlos, 280 kilómetros al sureste. Este territorio perteneció a México, el cual durante el mandato de Antonio López de Santana fue forzado a ser entregado, así como otros de sus estados, por amenazas de una invasión estadounidense, que llegaba a territorio mexicano por el puerto de Veracruz. 

### Asentamientos anglo-americanos
El primer colono fue John J. Thomson que se trasladó a Oak Creek en 1876. Los primeros colonos eran agricultores y ganaderos ya que Oak Creek era conocida por sus huertos de melocotoneros y manzanas. En 1902, cuando se instaló la oficina de correos en Sedona se contabilizaron 55 residentes. A mediados de la década de los cincuenta en el primer directorio telefónico aparecen 155 nombres, a pesar de que algunas partes de Sedona no estuvieron electrificadas hasta la década de los sesenta.
Sedona comenzó a desarrollarse como destino turístico en la década de los cincuenta hasta la fecha.

### Capilla de la Santa Cruz
En 1956 se completó la construcción de la capilla de la Santa Cruz, la cual se eleva 21 metros sobre un acantilado de roca roja de 300 metros.

### Legado cinematográfico
Sedona ha sido escenario de más de sesenta producciones de Hollywood desde los primeros años del cine en la década de los setenta. La pequeña ciudad crea una atmósfera perfecta para el cine con altos muros de piedra y amplios espacios abiertos y fue esta diversidad de paisaje virgen la que hizo del lugar un emplazamiento ideal para rodar escenas al aire libre.
Sedona se promovió a sí misma como La pequeña Hollywood de Arizona siendo uno de los mejores terrenos para rodajes de cine western.

## Cultura
Numerosos eventos se celebran anualmente en la zona de Sedona:
1. Festival internacional de cine de Sedona
2. Sedona Jazz on Rocks Festival
3. Sedona Maratón
4. Festival Internacional de Yoga de Sedona
5. Ilumine Film Festival
6. Sedona Festival Bluegrass

## Personas ilustres
- Samaire Armstrong - Actriz
- Michelle Branch - Cantante y escritora[7]
- Gail Edwards - Actor[8]
- John McCain - Senador de EE. UU.

## Galería

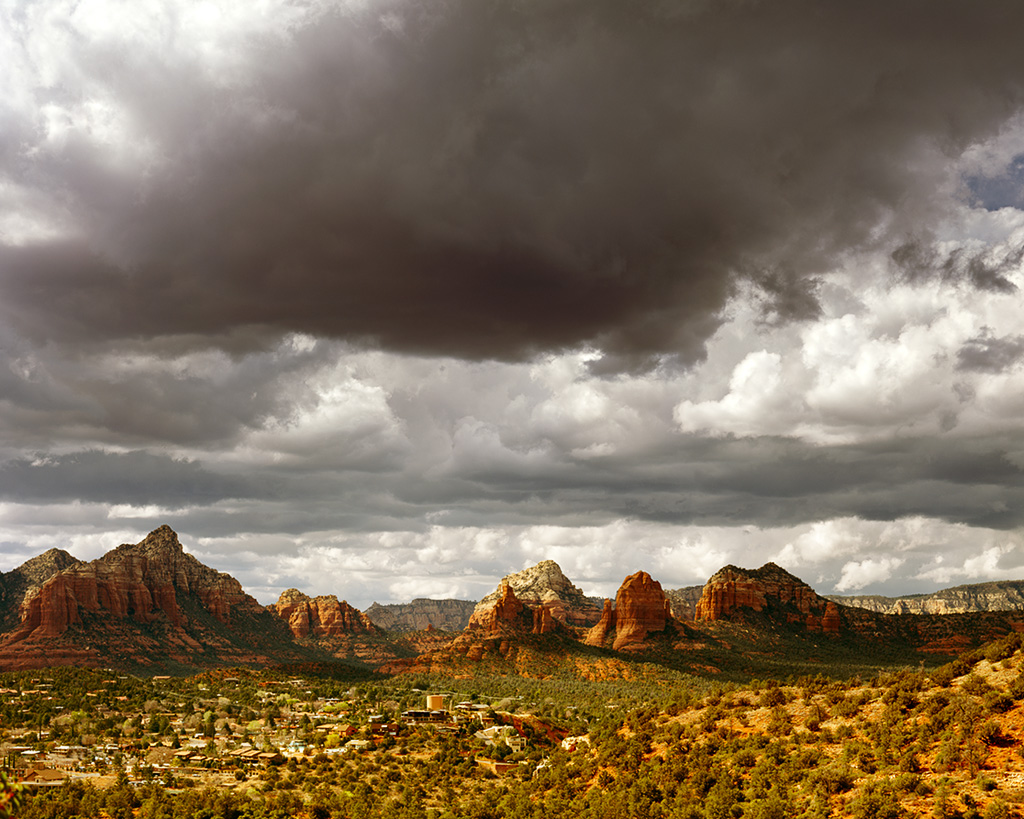
Vista de Sedona desde Schnebly Hill Road
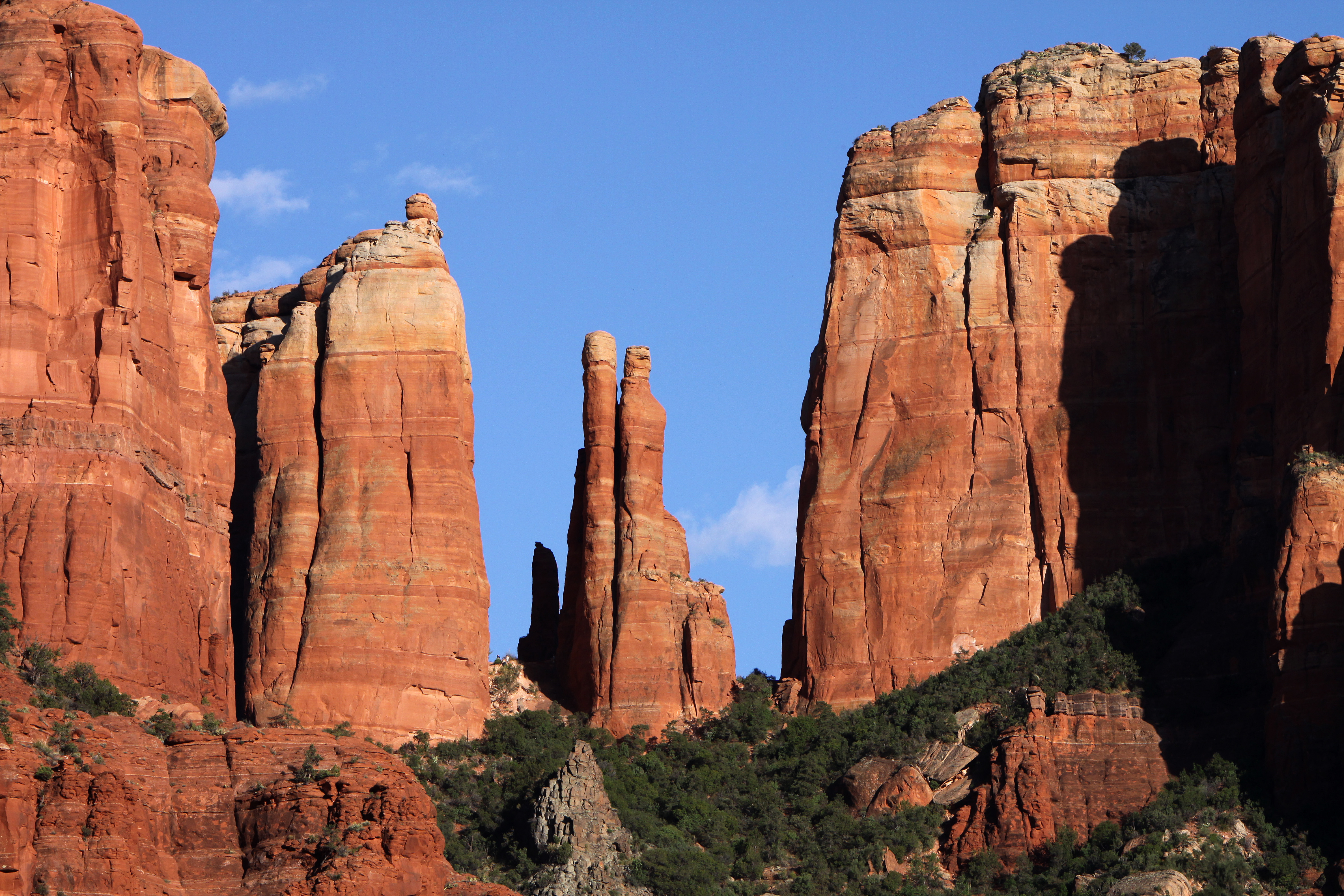
Cathedral Rock de cerca
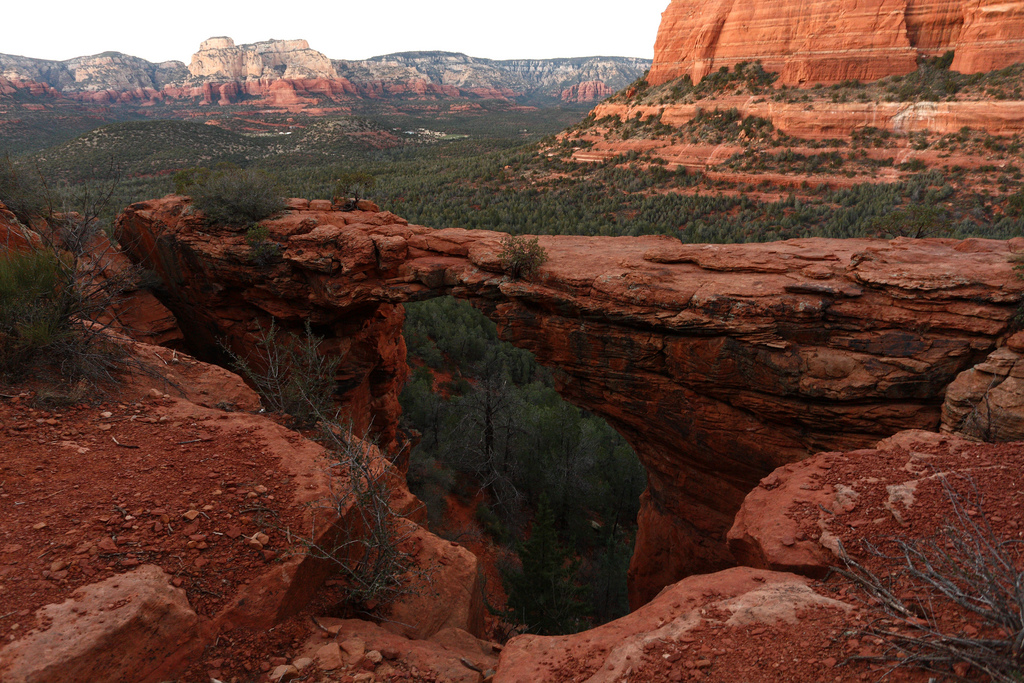
Devil's Bridge, Dry Creek Road
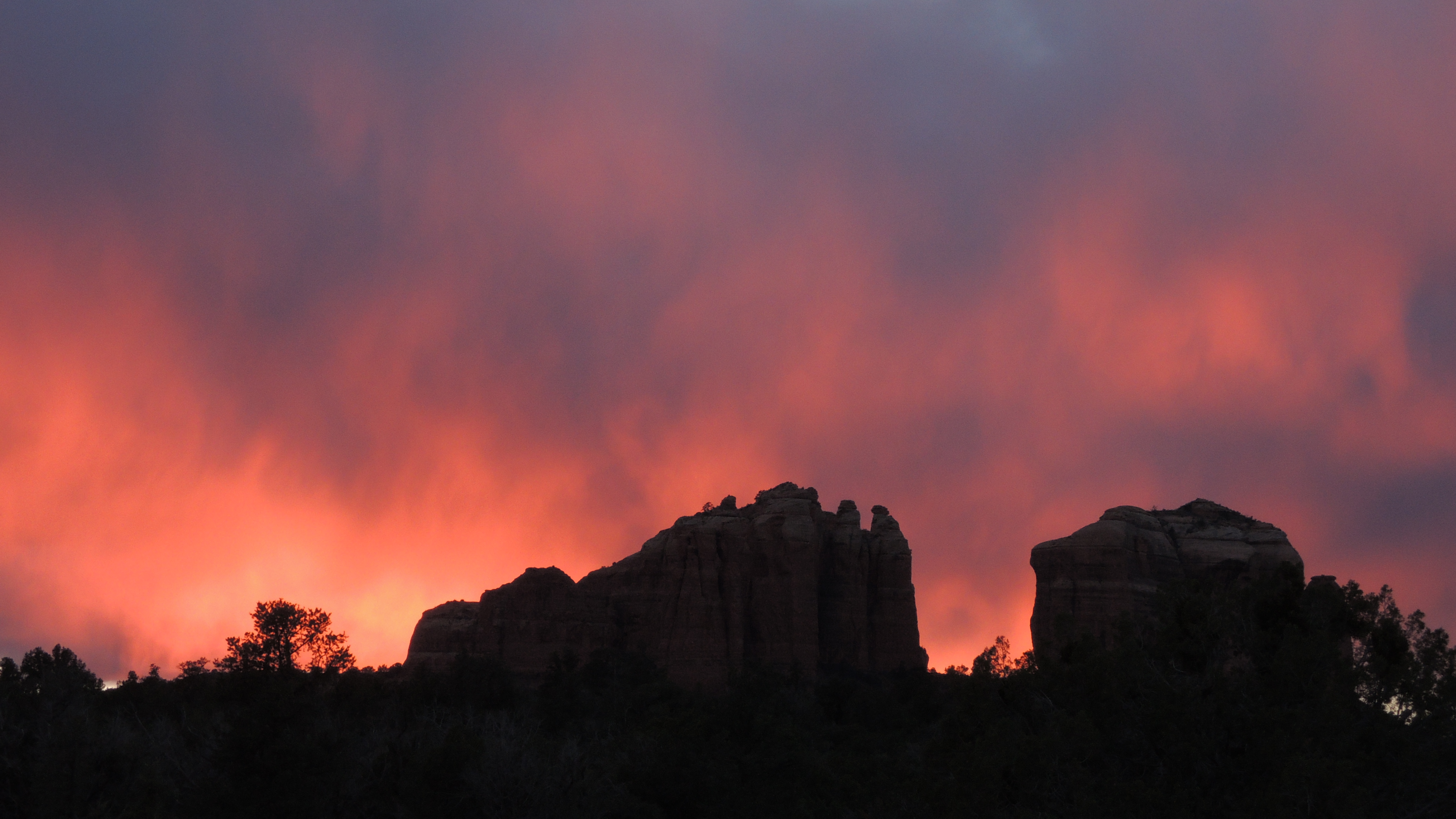
Una colorida puesta de sol a través de las rocas de Sedona, Arizona.